# Rówieńska Rada Obwodowa

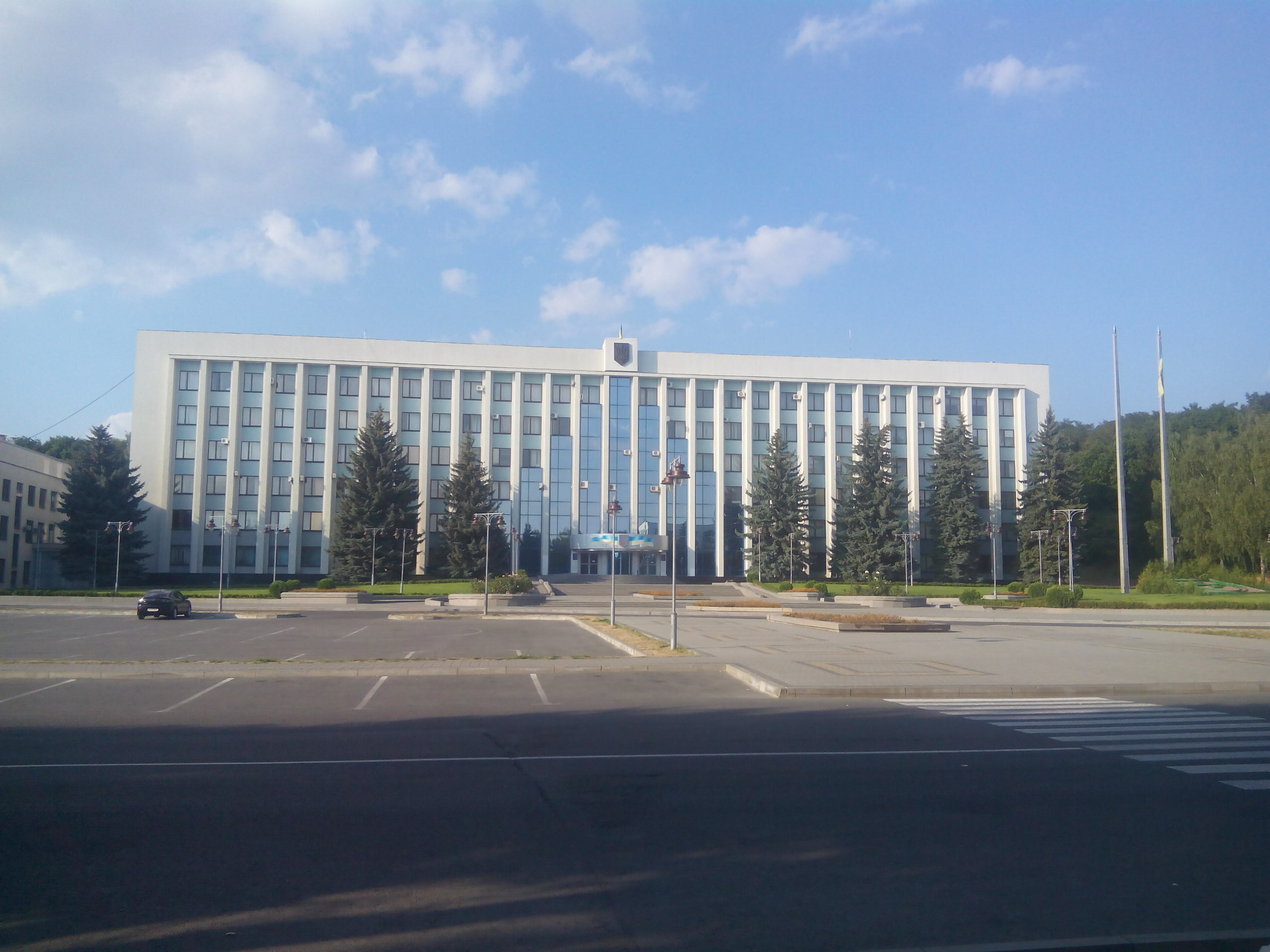
Budynek rady obwodowej

Rówieńska Rada Obwodowa (ukr. Рівненська обласна рада) – organ obwodowego samorządu terytorialnego w obwodzie rówieńskim Ukrainy, reprezentujący interesy mniejszych samorządów – rad rejonowych, miejskich, osiedlowych i wiejskich, w ramach konstytucji Ukrainy oraz udzielonych przez rady upoważnień. Siedziba Rady znajduje się w Równem.

## Przewodniczący Rady
- Ołeksandr Danylczuk
- Jurij Kiczatyj (od 19 listopada 2010)
- Mychajło Kyryłłow (od 4 lutego 2014)